# Right by You
| Recensione | Giudizio |
| ---------- | -------- |
| AllMusic   |          |

Right by You è un album in studio del cantautore rock statunitense Stephen Stills, pubblicato nel 1984.

## Tracce
Lato A
1. 50/50 – 4:19 (Stephen Stills, Joe Lala)
2. Stranger – 2:54 (Stephen Stills, Christopher Stills)
3. Flaming Heart – 3:18 (Ray Arnott)
4. Love Again – 3:45 (Stephen Stills)
5. No Problem – 4:10 (Stephen Stills)

Durata totale: 18:26
Lato B
1. Can't Let Go – 4:06 (Joe Esposito, Ali Willis)
2. Grey to Green – 3:10 (Stephen Stills, James Newton Howard)
3. Only Love Can Break Your Heart – 3:05 (Neil Young; con testi aggiunti di Stephen Stills)
4. No Hiding Place – 3:56 (Louise Cirtain, Gladys Stacey, A.P. Carter; con testi aggiunti di Stephen Stills)
5. Right by You – 5:03 (Stephen Stills)

Durata totale: 19:20

## Musicisti
50/50
- Stephen Stills - batteria, percussioni, voce, accompagnamento vocale
- Jimmy Page - chitarra
- Mike Finnigan - tastiere, accompagnamento vocale
- Lawrence Dermer - tastiere
- Tony Concepcion - tromba
- Al Degooyer - tromba
- George Cricker - trombone
- George Perry - basso
- Joe Galdo - batteria, percussioni
- Joe Lala - percussioni
- Graham Nash - accompagnamento vocale
- John Sambataro - accompagnamento vocale

Stranger
- Stephen Stills - chitarra, tastiere, batteria, percussioni, voce, accompagnamento vocale
- Mike Finnigan - tastiere, accompagnamento vocale
- Lawrence Dermer - tastiere
- Kim Bullard - tastiere
- George Perry - basso
- Joe Galdo - batteria
- Joe Lala - percussioni

Flaming Heart
- Stephen Stills - chitarra, basso, voce
- Jimmy Page - chitarra
- Bernie Leadon - chitarra
- Joe Galdo - batteria

Love Again
- Stephen Stills - chitarra, basso, tastiere, percussioni, voce, accompagnamento vocale
- George Perry - chitarra
- Lawrence Dermer - tastiere
- Joe Galdo - batteria
- Mike Finnigan - accompagnamento vocale
- John Sambataro - accompagnamento vocale

No Problem
- Stephen Stills - tastiere, basso (solo), percussioni, voce
- Mike Finnigan - tastiere
- Lawrence Dermer - tastiere
- George Perry - basso
- Joe Galdo - batteria
- Joe Lala - percussioni

Can't Let Go
- Stephen Stills - chitarra, voce, accompagnamento vocale
- Mike Finnigan - tastiere, voce, accompagnamento vocale
- Lawrence Dermer - tastiere, basso
- Joe Galdo - batteria
- John Sambataro - accompagnamento vocale

Grey to Green
- Stephen Stills - chitarra, tastiere, voce, accompagnamento vocale
- Kim Bullard - tastiere
- Lawrence Dermer - tastiere
- Mike Finnigan - tastiere, accompagnamento vocale
- George Perry - basso
- Joe Galdo - batteria
- Graham Nash - accompagnamento vocale

Only Love Can Break Your Heart
- Stephen Stills - basso, voce, accompagnamento vocale
- Mike Finnigan - tastiere, accompagnamento vocale
- Lawrence Dermer - tastiere, accompagnamento vocale
- Joe Galdo - batteria

No Hiding Place
- Stephen Stills - chitarra, voce, accompagnamento vocale
- Bernie Leadon - chitarra, accompagnamento vocale
- Chris Hillman - mandolino, accompagnamento vocale
- Herb Pederson - banjo, accompagnamento vocale
- Gerry Scheff - basso
- Joe Lala - percussioni (cardboard box)
- Mike Finnigan - accompagnamento vocale
- Graham Nash - accompagnamento vocale

Right by You
- Stephen Stills - chitarra, voce
- Jimmy Page - chitarra
- Mike Finnigan - organo
- George Perry - basso
- Joe Galdo - batteria